# Hermann von Schöning
Hermann Richard Gustav von Schöning (* 7. August 1825 in Krüssow, Kreis Pyritz; † 9. April 1898 in Lübtow, Kreis Pyritz) war Majoratsbesitzer und Mitglied des Deutschen Reichstags.

## Herkunft

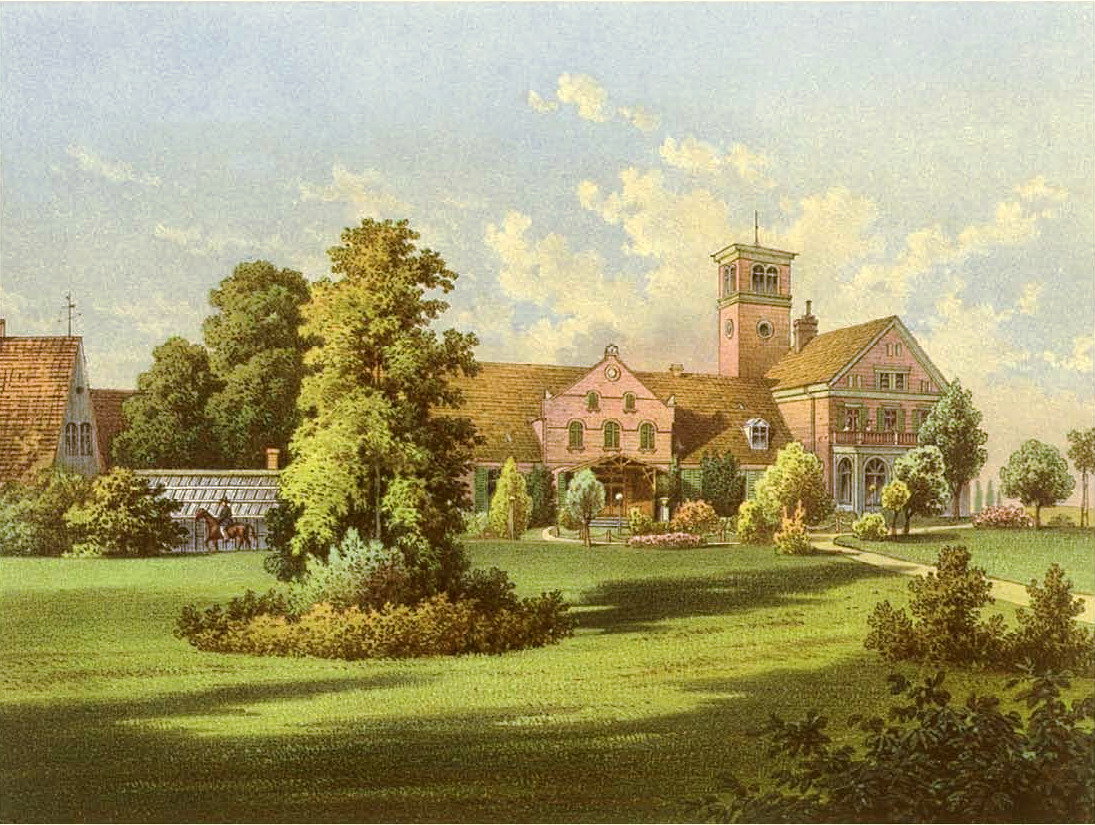
Rittergut Lübtow um 1860, Sammlung Alexander Duncker

Hermann war Angehöriger des pommerschen Adelsgeschlechts der Herren von Schöning. Er war ein Sohn von Ernst Richard von Schöning (1799–1872) und dessen Ehefrau Henriette Caroline Auguste, geborene von Petersdorff (1795–1865).

## Leben
Schöning besuchte das Gymnasium in Stargard und trat 1844 in die preußische Armee ein, wo er es 1852 zum Premierleutnant im 4. Ulanen-Regiment brachte. 1852 übernahm er das väterliche Gut in Tolz und kam später im Lehnsgange in den Besitz von Lübtow. Nach Aufhebung der Lehen wandelte er dieses in ein Majorat um.
Er war Amtsvorsteher und Kreistags-Abgeordneter. Zwischen 1870 und 1873 und erneut von 1882 bis 1898 war er Mitglied des Preußischen Abgeordnetenhauses, seit 1884 Mitglied des Reichstags für den Wahlkreis Regierungsbezirk Stettin 5 Pyritz, Saatzig und die Deutschkonservative Partei. Beide Mandate endeten mit seinem Tode.
Zur Geschichte seiner Familie veröffentlichte er 1891 in Merseburg die Nachträge zu der von Kurd Wolfgang von Schöning 1839 herausgegeben Geschichte der Familie von Schöning.

## Familie
Er heiratete am 7. August 1848 Luise Christiane Franziska Wilhelmine von Schöning (1823–1888). Das Paar hatte mehrere Kinder:
- Karl Ernst Richard Ehrenreich (1849–1905), Rittmeister, Herr auf Tolz

⚭ 1873 Bertha Karoline Eckhard (1849–1876)
⚭ 1879 Gertrud Wilhelmine Anna Lucie Pauline (1850–1895)
⚭ 1897 Lätitia Elisabeth Wilhelmine von Döring (1867–1917)
- Richard Ehrenreich Kurt Wolfgang (1852–1896), Fideikommissherr auf Suckow
- Kurt Wolfgang Hans Adam (1857–1924) ⚭ 1883 Magarethe Emerentia Freiin von Leesen (* 1864)
- Ernst Wilhelm Karl Adolf (1838–1887) ⚭ 1862 Elisabeth (Else) von Seelhorst (1840–1914), Tochter von Ferdinand von Seelhorst

## Werke
- Nachträge zu der von Kurd Wolfgang von Schöning 1839 herausgegeben Geschichte der Familie von Schöning. Leidholdt, Merseburg 1891. (Digitalisat)